# Glenn Catley
Glenn Catley (* 15. März 1972 in Sudbury, Grafschaft Suffolk) ist ein ehemaliger britischer Profiboxer und ehemaliger Weltmeister der WBC im Supermittelgewicht.

## Karriere
Er begann 1993 mit dem Profiboxen und besiegte 1994 auch Kirkland Laing. Im Januar 1997 gewann er die Internationale WBC-Meisterschaft im Mittelgewicht gegen Georges Bocco, verlor den Titel jedoch im Juni an den starken Ungarn András Gálfi. Im Januar 1998 sicherte er sich die Britische Meisterschaft im Mittelgewicht gegen Neville Brown. In seinem nächsten Kampf im September 1998 boxte er um die WBC-Weltmeisterschaft im Supermittelgewicht, unterlag jedoch knapp nach Punkten gegen Richie Woodhall.
Im Oktober 1998 besiegte er schließlich András Gálfi und im Dezember 1999 Éric Lucas. Daraufhin boxte er im Mai 2000 erneut um die WBC-Weltmeisterschaft im Supermittelgewicht und besiegte dabei den ungeschlagenen Markus Beyer vorzeitig in der zwölften Runde. Doch in seiner bereits ersten Titelverteidigung im September, verlor er selbst in der zwölften Runde gegen Dingaan Thobela.
Anschließend verlor er auch im Rückkampf gegen Éric Lucas und erlitt in Europameisterschaftskämpfen zwei Niederlagen gegen Danilo Häußler. 2007 beendete er seine aktive Karriere.